# Louis Delaunay-Belleville
Louis Delaunay-Belleville (Corbeil, 20 novembre 1843 - Cannes, 10 février 1912), est un ingénieur et industriel français, président de la Chambre syndicale des mécaniciens, fondeurs et chaudronniers de France (1891-1894) et de la chambre de commerce et d'industrie de Paris (1893-1898), censeur (1897-1912) puis régent (1912) de la Banque de France, directeur général de l'Exposition universelle de 1900.
Louis Delaunay-Belleville est le fils de l'avoué Louis Auguste Delaunay et de Marie Péan de Saint-Gilles. Gendre de Julien Belleville, il est le père de Pierre et Robert Delaunay-Belleville, fondateurs de Delaunay-Belleville.

## Ouvrages
- Du régime commercial des ports de navigation intérieure en France
- Lois et règlements concernant les appareils à vapeur, en Europe et aux États-Unis d'Amérique

## Sources
- Chisholm, Hugh, ed. (1922). "Delaunay-Belleville, Louis" . Encyclopædia Britannica (12th ed.). London & New York: The Encyclopædia Britannica Company.